# Érik Bédard
Cet article possède un paronyme, voir Éric Bédard.
Pour les articles homonymes, voir Bédard.
Érik Joseph Bédard (né le 5 mars 1979 à Navan, Ontario, Canada) est un joueur Franco-ontarien de baseball. Bédard est un lanceur partant gaucher qui évoluait  dans les Ligues majeures. Il était sous contrat avec les Rays de Tampa Bay. En 2015, Bédard annonce sa retraite du Baseball professionnel.

## Biographie

### Carrière amateur
Bédard n'a pas joué au baseball à un niveau compétitif jusqu'à ce qu'il commence ses études au Norwalk Community College à Norwalk, Connecticut. Néanmoins, il participe à la finale universitaire junior en 1999 (NJCAA World Series) et est nommé lanceur partant dans la première équipe-type universitaire junior américaine en fin de saison. Il est choisi par les Orioles de Baltimore au 6e tour de la draft 1999 (187e choix global) et signe son premier contrat professionnel le 8 juin 1999.

### Carrière professionnelle

#### Orioles de Baltimore

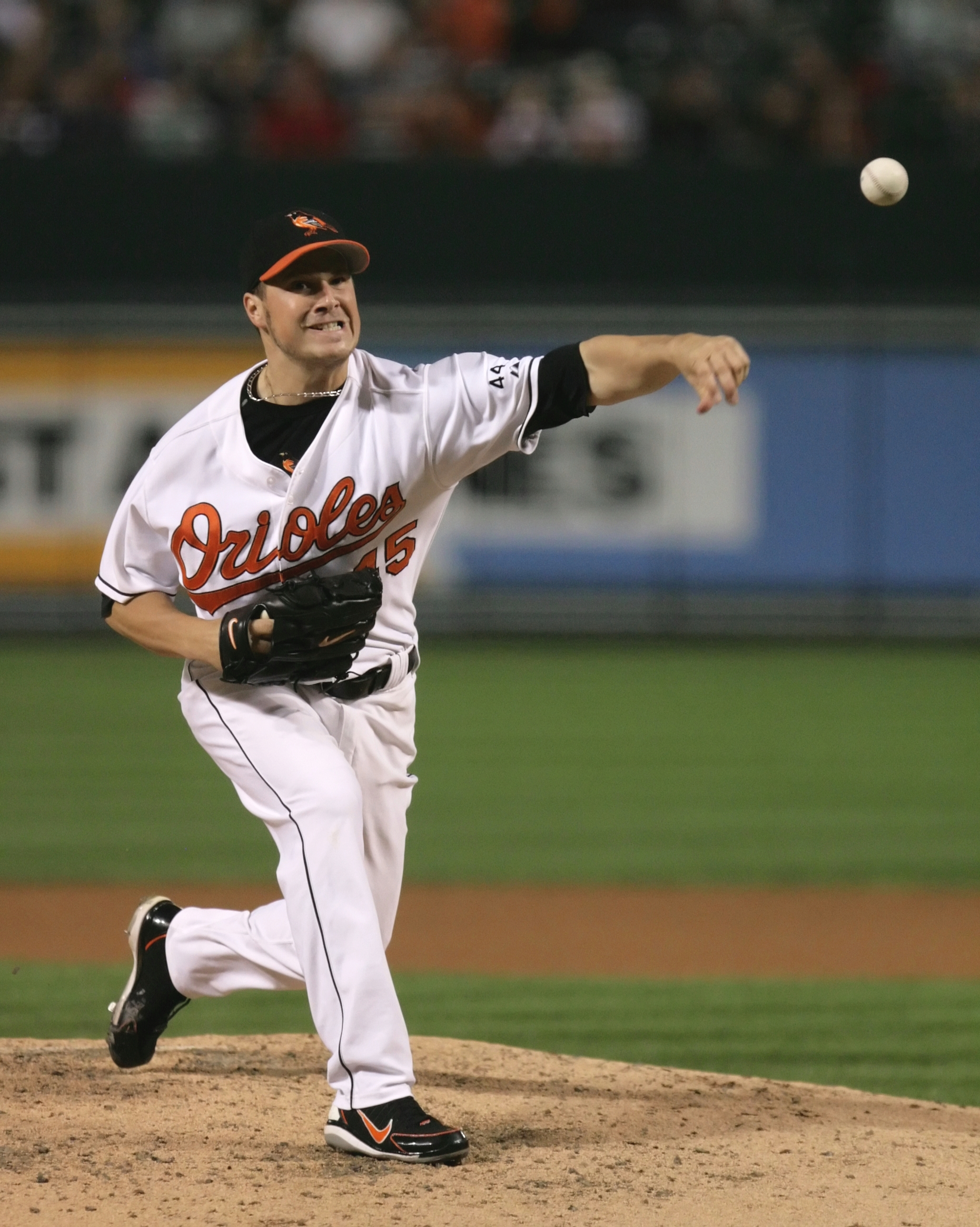
Érik Bédard avec Baltimore.

Après trois saisons en ligues mineures, il fait ses débuts en Ligue majeure le 17 avril 2002 pour Baltimore et devient le 200e joueur d'origine canadienne à participer à un match des ligues majeures. Il entre comme lanceur de relève lors de deux rencontres avant de repartir en ligues mineures. En septembre, il subit une intervention chirurgicale pour remplacer un ligament dans son épaule gauche. Sa rééducation en ligues mineures lui permet de revenir pour le camp d'entrainement des Orioles au début de la saison 2004 et il obtient la cinquième place dans la rotation des lanceurs partants lors de la dernière semaine du camp. Le 10 avril, il participe à son premier match sur le monticule face aux Devil Rays de Tampa Bay lors d'une victoire des Orioles 11-3. Il ne lance que 3 manches et n'est pas crédité de la victoire. Il obtient sa première victoire en Ligue majeure le 19 mai face aux Mariners de Seattle. Le 3 juillet, il retire sur prises 10 frappeurs des Phillies de Philadelphie en 7 manches, ses meilleurs statistiques sur un match depuis le début de sa carrière. Le 8 septembre, il commence son dernier match en tant que lanceur partant, accordant 7 points en 2 manches face aux Twins du Minnesota, avant d'être sorti de la rotation des lanceurs. Au total, il aura lancé 137 1⁄3 manches en 26 départs et son bilan de 6 victoires pour 10 défaites lui vaut quelques critiques, notamment pour sa moyenne élevée de lancés par manches (19,4).
Au début de la saison 2005, il reste dans la rotation des lanceurs, cette fois en troisième position. Il est crédité de 5 victoires pour une seule défaite lors des six premières semaines de la saison avec une moyenne de 2,08 points mérités, avant d'être blessé au genou gauche pendant deux mois. Après son retour à la mi-juillet, il ne remporte qu'une seule victoire pour 7 défaites en 15 départs. Il finit la saison avec une moyenne de 4,00 points mérités en 141 2⁄3 manches et 6 victoires pour 8 défaites.
En 2006, il participe à la première édition de la Classique mondiale de baseball avec l'équipe du Canada de baseball. Le 7 mars, il est le lanceur partant face à l'équipe d'Afrique du Sud lors du premier tour de la compétition et retire 6 frappeurs sur prises en 4 manches sans accorder de point. L'équipe canadienne est éliminée au terme du premier tour après une défaite face au Mexique. Il revient au camp d'entrainement des Orioles le 11 mars et décroche la place de numéro 2 de la rotation des Orioles. Il commence sa saison avec quatre victoires pour ses quatre premiers départs et une moyenne de 2,77 points mérités. Entre juin et juillet, il enchaine 7 victoires en autant de départs avec une moyenne de 1,28 point mérité pendant cette période. Il finit la saison avec 15 victoires en 33 départs et 196 1⁄3 manches lancées. Il mène les lanceurs des Orioles dans ces catégories statistiques ainsi qu'au nombre de retraits sur prises (171). En novembre, il participe à la rencontre entre les étoiles de la MLB et les meilleurs joueurs du Championnat du Japon de baseball lors du match 3 de la série. Il lance 5 2⁄3 manches et accorde 3 points lors de la victoire de la MLB 11 à 4,.
Érik Bédard est aligné comme lanceur numéro 1 lors de la saison 2007 et le 2 avril, il joue son premier match d'ouverture face aux Twins du Minnesota et leur lanceur vedette Johan Santana. Il accorde 10 coups sûrs et 6 points en 4 2⁄3 manches lors de la défaite des Orioles 4 à 7. Il enchaine alors trois victoires lors de ses trois départs suivants, puis traverse une série de 7 départs sans victoire. Le 7 juillet, il retire sur prises 15 frappeurs des Rangers du Texas lors d'un blanchissage 3 à 0, égalant la performance de Mike Mussina lors de la saison 2000. Il remporte la victoire lors de ses quatre départs suivants, retirant au moins 10 frappeurs sur prises à deux occasions. Il termine le mois de juillet avec un bilan de 5 victoires sans défaite en 6 départs, ce qui lui vaut le titre de Lanceur du mois de la Ligue américaine. Le 26 août, il dépasse le record de retraits sur prises en une saison pour un lanceur des Orioles avec 221 retraits, dépassant le précédent record de 218 retraits détenu par Mike Mussina depuis 1997. Le 4 septembre, les résultats d'une IRM confirment que Bédard souffre d'une élongation du grand oblique droit. Le 9 septembre, il est placé sur la liste de blessés et clôt prématurément sa saison. En 28 départs, il présente un bilan de 13 victoires pour 6 défaites, une moyenne de 3,16 points mérités et 221 retraits sur prises en 182 manches lancées. Il termine cinquième lors du vote pour le Trophée Cy Young de Ligue américaine, loin derrière C.C. Sabathia, le lanceur des Indians de Cleveland.

#### Mariners de Seattle
Le 8 février 2008, après plusieurs semaines de négociations, Érik Bédard est transféré aux Mariners de Seattle en échange de cinq joueurs espoirs (Adam Jones, George Sherrill, Chris Tillman, Kameron Mickolio et Tony Butler) qui rejoignent les Orioles.
Bédard passe beaucoup de temps sur la liste des blessés, jouant 15 parties seulement au cours de chacune des deux saisons suivantes. En 2009, après avoir passé 3 semaines inactif de la mi-juin au début juillet, il retourne sur la liste des joueurs blessés le 26 juillet et sera opéré à l'épaule gauche en août. Il ne revient pas au jeu du reste de l'année.
En février 2010, les Mariners accordent à Bédard un nouveau contrat d'un an et espèrent le voir revenir en forme pour l'entraînement de printemps. Il ne joue cependant pas de la saison, et devient agent libre en novembre. Le 2 décembre, il signe une nouvelle entente d'un an avec les Mariners.
Le 4 avril 2011, Bédard lance pour les Mariners pour la première fois depuis juillet 2009. Il perd ce match ainsi que les trois départs suivants, alignant donc quatre décisions perdantes d'affilée. Après 16 départs cependant, il montre une belle moyenne de points mérités de 3,45 malgré un dossier victoires-défaites négatifs de 4-7 avec les Mariners, un club de dernière place. Il totalise aussi 87 retraits sur des prises en 91 manches et un tiers lancées en 2011 avant la transaction qui l'envoie à Boston.

#### Red Sox de Boston

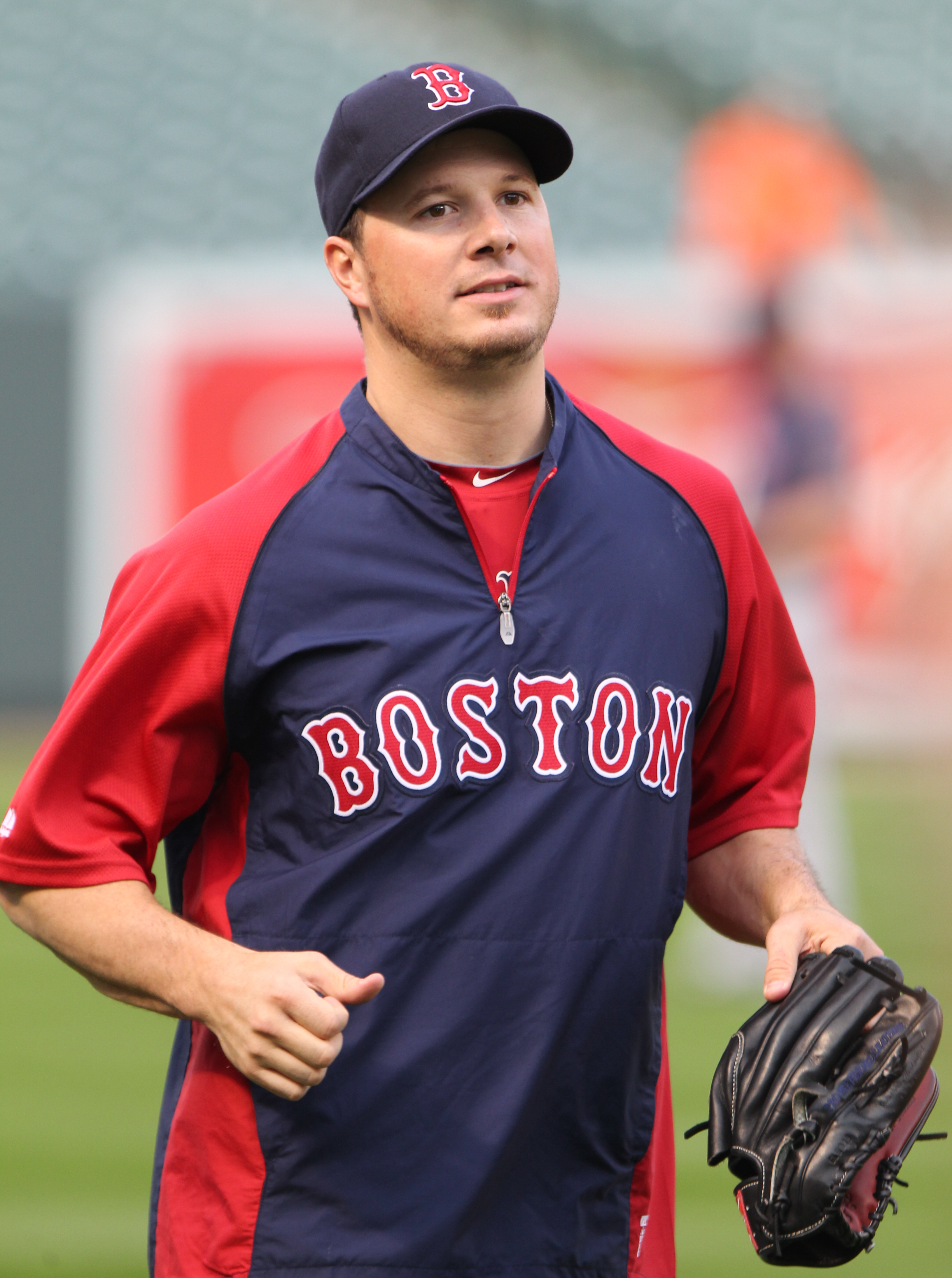
Bédard en 2011 avec Boston.

Le 31 juillet 2011, Bédard passe des Mariners aux Red Sox de Boston lors d'un échange à trois équipes impliquant aussi les Dodgers de Los Angeles.
Bédard effectue huit départs pour les Red Sox, remportant une victoire contre deux défaites et affichant une moyenne de points mérités de 4,03 en 38 manches lancées. Il enregistre aussi 38 retraits sur des prises.

#### Pirates de Pittsburgh
Le 7 décembre 2011, Bédard signe un contrat de 4,5 millions de dollars pour une saison avec les Pirates de Pittsburgh.
Malgré un début de saison décent, il perd ses 4 premières décisions avec sa nouvelle équipe. Ses ennuis commencent à la mi-juin alors que sa moyenne s'élève pour la première fois de l'année au-dessus des 4 points mérités accordés par partie. Du 14 juin au 26 août, le lanceur partant ne franchit que deux fois les 7 manches lancées. Il est libéré par les Pirates le 28 août. Il mène à ce moment le baseball majeur avec 14 défaites, compte 7 victoires en 24 départs et une moyenne de points mérités de 5,01 en 125 manches et deux tiers lancées.

#### Astros de Houston
Bédard signe un contrat des ligues mineures avec les Astros de Houston le 21 janvier 2013.
Il est membre des Astros lors du premier match de l'histoire de la franchise en Ligue américaine, où elle est transférée après 51 saisons dans la Ligue nationale. Bédard enregistre le sauvetage, le premier de sa carrière, à cette occasion le 31 mars 2013 après avoir lancé trois manches et un tiers en relève sans accorder de point aux Rangers du Texas. Il joue 26 matchs comme lanceur partant des Astros en 2013 et 6 comme lanceur de relève. Il ne remporte que 4 matchs et en perd 12 pour le club de dernière place, qui encaisse 111 défaites durant l'année. La moyenne de points mérités de Bédard à Houston se chiffre à 4,59 en 151 manches au monticule.

#### Rays de Tampa Bay
Bédard participe au camp d'entraînement des Rays de Tampa Bay en 2014. Son objectif est de décrocher un poste dans la rotation de lanceurs partants, et affirme qu'un rôle de releveur ne l'intéresse pas. Il est cependant incapable de mériter un poste dans la rotation des Rays et le club le libère de son contrat le 25 mars. Mais trois jours plus tard, Bédard apparaît avoir reconsidéré la question puisqu'il accepte d'être assigné au club-école des Rays à Durham et signe un nouveau contrat avec l'organisation.